# كلب البحر
قرش كلب البحر (بالإنجليزية: dogfish sharks)‏ أو كلب البحر الشوكي أو كلب السمك (باللاتينية: Squalidae) هي عائلة من القروش تتبع طائفة الأسماك الغضروفية.

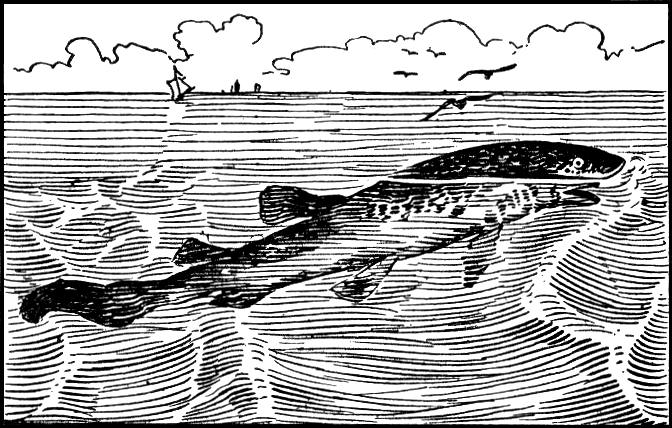
كلب البحر

كلب البحر (بالإنجليزية: Dogfish)‏ نوع من أسماك القرش الصغيرة الموجودة في شمال شرق المحيط الأطلسي والبحر الأبيض المتوسط، كلب البحر يصنف من الثدييات البحرية، وهي ثديياتٌ مائية تعتمد على المحيط والأنظمة البحرية تشمل كلًا من كلاب البحر والحيتان وخراف البحر وثعالب البحر والدبب القطبية، وتعتمد هذه الأصناف على البيئات البحرية للحصول على غذائها، بعضها دائمة التواجد في الماء مثل الحيتان، وبعضها الآخر يعود إلى الأرض للقيام بالتزاوج والتكاثر وإخراج الفضلات، وتتواجد الثدييات البحرية بأعدادٍ صغيرةٍ مقارنةٍ بتلك الموجودة على الأرض، حيث إنّ 23٪ من أنواع الثدييات البحرية مهددة حاليًا بالانقراض،وهو واحدٌ من 32 نوعًا من الثدييات المائية التي تعيش بشكلٍ رئيس في البحار الباردة.

## خصائص كلب البحر
هناك نوعان من كلاب البحر، النوع الأول وهي كلاب البحر الحقيقية والتي تفتقر إلى الأذنين وهي من عائلة الفقميات، والنوع الثاني وهي كلاب البحر ذات الأذنين من عائلة عجل البحر، والتي تشمل أسود البحر والفقمة ذات الفراء، وإلى جانب الأذنين فإنّها تمتلك أيضَا زعانفًا هي أطول من كلاب البحر التي تفتقر إلى الأذنين خاصةً في أسود البحر، ويعيش أصغر أنواع كلاب البحر في بحيرة بايكال في سيبيريا في روسيا، حيث يتراوح طوله ما بين 1.1إلى 1.4 مترًا، وبوزنٍ 50 إلى 130 كيلوغرام، أما النوع الأكبر من كلب البحر فيتواجد في ولاية باجا في كاليفورنيا والمكسيك وأمريكا الجنوبية، ويمكن أن يصل طول الواحد منه إلى 6.5 مترًا، و3700 كيلوغرام
تتغذى جميع كلاب البحر على اللحوم مثل الأسماك والقشريات مثل الروبيان، كما تعمل الطبقة السميكة من الدهون تحت جلدها على المساعدة في الطفو على الماء، وكاحتياطي للطاقة عندما يكون الطعام شحيحًا، يمتاز جسم كلب البحر بأنّه طويل ومبسط له أربعة زعانف، اثنتان في الأمام واثنتان في الخلف، كما يغطي الشعر كامل جسمه بطبقتين؛ طبقة سفلية ناعمة تعزل كلب البحر عن البرد عندما يكون على الأرض، والشعر الخشن فوق الطبقة السفلية الذي يشكل حمايةً ضد الهواء البارد ودرجات الحرارة المنخفضة، بالإضافة إلى الشعيرات التي تقع على جانبي الفم، وعلى العينين وحول الأنف، فإنّها تعمل بمثابة حساساتٍ تساعد كلاب البحر على تحديد مكان الطعام وإخطارها بوجود الحيوانات المفترسة، يمتاز كلب البحر بقدرته على تنظيم درجة حرارة جسمه عن طريق تضييق الأوعية الدموية الطرفية، وذلك للحفاظ على حرارة الدم، كما تعمل الدهون على التقليل من فقد الحرارة أيضًا، كما تمتاز كلاب البحر بأمعاءٍ دقيقةٍ طويلة تساعدها على التكيف مع كثرة إصابتها بالديدان الطفيلية من خلال التعويض للأداء الوظيفي عن المناطق المصابة في الأمعاء، ومن الجدير بالذكر أيضًا أنّ كلب البحر له أدمغةٌ كبيرة وحبال شوكية قصيرة جدًا، ويمثل الدماغ حوالي 35٪ من إجمالي الوزن، حيث إنّ هذه النسبة كبيرة إذا ما قورنت بمعظم الثدييات الأرضية.
ويمتاز كلب البحر بقدرته على تنظيم درجة حرارة جسمه عن طريق تضييق الأوعية الدموية الطرفية، وذلك للحفاظ على حرارة الدم، كما تعمل الدهون على التقليل من فقد الحرارة أيضًا، كما تمتاز كلاب البحر بأمعاءٍ دقيقةٍ طويلة تساعدها على التكيف مع كثرة إصابتها بالديدان الطفيلية من خلال التعويض للأداء الوظيفي عن المناطق المصابة في الأمعاء، ومن الجدير بالذكر أيضًا أنّ كلب البحر له أدمغةٌ كبيرة وحبال شوكية قصيرة جدًا، ويمثل الدماغ حوالي 35٪ من إجمالي الوزن، حيث إنّ هذه النسبة كبيرة إذا ما قورنت بمعظم الثدييات الأرضية.

## تكاثر كلاب البحر
تتم عملية التزاوج عند حيوان كلب البحر إما بتزاوج الذكر مع عددٍ من الإناث أو بالتزاوج مع أنثى واحدة فقط، هناك 20 نوعًا من كلاب البحر التي تتكاثر على اليابسة، بينما تتكاثر الأنواع الباقية على الجليد، وفي النوع الأول يصل الذكر في وقتٍ مبكرٍ من الموسم إلى اليابسة ويبقى ليحاول التزاوج مع أكبر عددٍ ممكنٍ من الإناث، حتى أنّه من الممكن أن يمتنع عن الغذاء لكي ينتافس على أكبر عددٍ من الإناث، وبعدها تصل الإناث إلى مواقع التزاوج وعادةُ ما تتردد على نفس هذه المواقع لعدة سنوات، في الأنواع الأخرى التي تتزاوج في الماء تتغير مواقع التكاثر كل عام وذلك لأنّ الجليد على الماء أقل استقرارًا من اليابسة، ولهذا السبب لا يستطيع الذكور التنبؤ بمكان بقاء الإناث خلال موسم التكاثر، وبالتالي يميل تعدد الزوجات إلى أن يكون أضعف في هذه الأنواع.